# Nocny recepcjonista
Nocny recepcjonista (ang. The Night Manager) – powieść Johna le Carré, która porusza problem zakończenia zimnej wojny i powstania na tym tle nowych zagrożeń.

## Fabuła
Jonathan Pine, tytułowy „Nocny recepcjonista”, pracownik luksusowego hotelu w Zurichu, a w przeszłości żołnierz oddziałów specjalnych w Irlandii Północnej jest częścią operacji brytyjskich służb specjalnych, skierowanej przeciwko Richardowi O. Roperowi – bezwzględnemu handlarzowi broni z licznymi koneksjami. Jego zadaniem jest przeniknięcie do organizacji Ropera i dostarczenie dowodów, pozwalających na jego schwytanie.
Prawdziwe niebezpieczeństwo pojawia się jednak wówczas, gdy trafia w sam środek rywalizacji między różnymi organizacjami wywiadowczymi, które tylko formalnie działają po tej samej stronie. Upadek ZSRR pozbawił je naturalnego wroga i sensu istnienia. Odtąd robią wszystko, by zachować swoje wpływy i uniknąć kontroli ze strony instytucji demokratycznych, nie wyłączając sabotowania operacji sojuszniczych agencji.